# Тунизийски квартет за национален диалог
 Тунизийският квартет за национален диалог (на арабски: رباعية الحوار الوطنى التونسى) се състои от 4 организации в Тунис: Общ съюз на работниците в Тунис, Конфедерация на индустриалците, Лига за човешки права на Тунис и Национална асоциация на адвокатите.

## История
Тунизийският квартет за национален диалог е сформиран през 2013 г., след Жасминовата революция от 2011 г. Организацията има за цел създаване на алтернатива на застрашения демократичен процес и масовите политически убийства. Има голямо значение за гарантиране на основните човешки права в Тунис без значение на религия, пол, възраст и политически възгледи.
На 9 октомври 2015 г. Нобеловият комитет обявява Тунизийския квартет за национален диалог за носител на нобелова награда за мир за 2015 г. „заради неговия решителен принос за изграждане на плуралистична демокрация в Тунис след Жасминовата революция през 2011 г.“